# Landtagswahlkreis 2 (Rheinland-Pfalz)
Der Landtagswahlkreis 2 existierte in der Form und Bezeichnung in Rheinland-Pfalz seit dem ersten Landeswahlgesetz vom 7. Dezember 1950 bis zur Landtagswahl 1987. In dieser Zeit erfuhr der Wahlkreis unterschiedliche Zuschnitte. Durch das  Landeswahlgesetz in der Fassung vom 20. Dezember 1989 ging Rheinland-Pfalz zur personalisierten Verhältniswahl über, die das erste Mal zur Landtagswahl 1991 angewendet wurde. Aus den bis dahin 4 Wahlkreisen wurden 4 Wahlbezirke mit den gleichen Wahlgebieten. Der Wahlbezirk 2 umfasste nunmehr 12 Wahlkreise.

## Chronologie des Wahlkreises bis 1989

### 1950–1970
Im Zuge der Vorbereitungen der zweiten Landtagswahlen am 29. April 1951 beschloss der Landtag von Rheinland-Pfalz das erste Landeswahlgesetz. Durch den § 14 des Gesetzes wurde Rheinland-Pfalz nun in sieben Wahlkreise eingeteilt. Die Wahlkreise orientierten sich an den vorhandenen Regierungsbezirken, die bei der ersten Landtagswahl 1947 den Wahlkreisen entsprachen. Nunmehr wurde der Regierungsbezirk Koblenz in zwei Wahlkreise aufgeteilt. Dabei erhielt der neue Wahlkreis 2 die südlichen Landkreise Cochem, Zell, Simmern, Sankt Goar, Kreuznach, Birkenfeld des Regierungsbezirkes als Wahlgebiet. Im Wahlkreis konnten 12 Abgeordnete gewählt werden. Diese Regelung bestand bis 1970.
Gewählte Abgeordnete
| Landtagswahl   | Abgeordnete                                                                               | Partei | Zahl der Mandate |
| -------------- | ----------------------------------------------------------------------------------------- | ------ | ---------------- |
| 29. April 1951 | Jakob Diel, Ewald Drathen, Johann Peter Josten, Walter Lichtenberger, Clemens Platten     | CDU    | 5                |
| 29. April 1951 | Hans Brune, Karl Kuhn, Aloys Wingender                                                    | SPD    | 3                |
| 29. April 1951 | Heinz-Eberhard Andres, Franz Claus, Heinz Reitbauer, Willi Schweinhardt                   | FDP    | 4                |
| 15. Mai 1955   | Jakob Diel, Hanns Neubauer, Karl Josef Simonis, Hans Rinsch, Clemens Platten, Jakob Werle | CDU    | 6                |
| 15. Mai 1955   | Hans Brune, Karl Kuhn, Wilhelm Dröscher, Friedrich Klein                                  | SPD    | 4                |
| 15. Mai 1955   | Franz Claus, Valentin Wallauer,                                                           | FDP    | 2                |
| 19. April 1959 | Clemens Kost, Hanns Neubauer, Paul Brenner, Hans Rinsch, Clemens Platten, Johann Steffen  | CDU    | 6                |
| 19. April 1959 | Heinrich Schneider, Karl Kuhn, Willi Weingardt, Willi Erkel                               | SPD    | 4                |
| 19. April 1959 | Otto Konrad, Valentin Wallauer                                                            | FDP    | 2                |
| 31. März 1963  | Clemens Kost, Hanns Neubauer, Paul Brenner, Clemens Platten, Johann Steffen               | CDU    | 5                |
| 31. März 1963  | Fritz Füllenbach, Heinrich Schneider, Karl Kuhn, Walter Gorges, Willi Erkel               | SPD    | 5                |
| 31. März 1963  | Otto Konrad, Valentin Wallauer                                                            | FDP    | 2                |
| 23. April 1967 | Albrecht Martin, Hanns Neubauer, Walter Schmitt, Klaus Bremm, Paul Landsmann, Josef Sehn  | CDU    | 6                |
| 23. April 1967 | Fritz Füllenbach, Heinrich Schneider, Günther Leonhart, Willi Erkel                       | SPD    | 4                |
| 23. April 1967 | Werner Danz, Walter Schüßler                                                              | FDP    | 2                |

### 1970–1972
Im Zuge der Vorbereitungen der siebenten Landtagswahlen am 21. März 1971 beschloss der Landtag von Rheinland-Pfalz am 7. Juli 1970 eine Änderung des Landeswahlgesetzes. Sie wurde auch durch die Auflösung des Regierungsbezirkes Montabaur, die 1968 stattfand, sowie die Kreisreform in Rheinland-Pfalz notwendig. Durch den § 12 des Gesetzes wurde Rheinland-Pfalz nun in sechs Wahlkreise eingeteilt. Der Wahlkreis 2 wurde dabei durch Gebiete des vormaligen Wahlkreises 1 erheblich vergrößert und bestand nunmehr aus den Landkreisen Ahrweiler, Mayen, Koblenz, Cochem-Zell, Birkenfeld, Bad Kreuznach, dem  Rhein-Hunsrück-Kreis sowie der Stadt Koblenz. Er bekam nun 22 Abgeordnete zugesprochen. Zu dieser Zeit war er der größte Wahlkreis in Rheinland-Pfalz.
Gewählte Abgeordnete
| Landtagswahl  | Abgeordnete | Partei | Zahl der Mandate |
| ------------- | --- | ------ | ---------------- |
| 21. März 1971 | Albrecht Martin, Hanns Neubauer, Walter Schmitt, Otto Meyer, Willi Hörter, Susanne Hermans, Paul Knüpper, Franz Schaaf, Konrad Mohr, Paul Landsmann, Alfons Lauermann, Josef Sehn | CDU    | 12               |
| 21. März 1971 | Fritz Füllenbach, Wilhelm Dröscher, Günther Leonhart, Gerhard Steen, Karl Schön, Jürgen Henze, Werner Klein, Walter Gorges, Carlheinz Moesta, Edgar Mais                          | SPD    | 9                |
| 21. März 1971 | Werner Danz | FDP    | 1                |

### 1972–1989
Bereits 1972 erfolgte die nächste Neueinteilung der Wahlkreise. Am 4. Juli 1972 wurde das Landesgesetz zur Änderung des Landeswahlgesetzes verabschiedet, in dessen Folge Rheinland-Pfalz nun in vier Wahlkreise aufgeteilt wurde. Im Wahlkreis 2 ging nunmehr das gesamte Wahlgebiet des vormaligen Wahlkreis 3 auf, was bis dahin den Regierungsbezirk Trier umfasste. Abgegeben wurden an den Wahlkreis 1 die Stadt Koblenz sowie die Landkreise Ahrweiler und Mayen-Koblenz. Nun bestand der Wahlkreis 2 aus den Landkreisen  Cochem-Zell, dem Rhein-Hunsrück-Kreis, Birkenfeld, Bad Kreuznach sowie dem gesamten Regierungsbezirk Trier mit der Stadt Trier und den Landkreisen Bernkastel-Wittlich, Bitburg-Prüm, Daun und Trier-Saarburg. Nunmehr konnten die Wähler im Wahlkreis zunächst über 24 Abgeordnetenmandate abstimmen. Bei den folgenden Landtagswahlen schwankte diese Zahl immer etwas.
Gewählte Abgeordnete
| Landtagswahl  | Abgeordnete | Partei | Zahl der Mandate |
| ------------- | --- | ------ | ---------------- |
| 9. März 1975  | Albrecht Martin, Heinrich Holkenbrink, Walter Schmitt, Otto Theisen, Günther Schartz, Horst Langes, August Zeuner, Willi Schrot, Fritz Mohr, Paul Landsmann, Josef Schmidt, Michael Kutscheid, Günther Wollscheid, Helga von Kügelgen, Walter Mallmann                   | CDU    | 15               |
| 9. März 1975  | Wilhelm Dröscher, Günther Leonhart, Hans König, Kurt Schöllhammer, Jürgen Henze, Waldemar Lübke, Wolfgang Jenssen, Edgar Mais | SPD    | 8                |
| 9. März 1975  | Werner Danz | FDP    | 1                |
| 18. März 1979 | Albrecht Martin, Heinrich Holkenbrink, Walter Schmitt, Otto Theisen, Ernst Lautenbach, Horst Langes, Wolfgang Wittkowsky, Robert Zingen, Fritz Mohr, Paul Landsmann, Franz Peter Basten, Michael Kutscheid, Günther Wollscheid, Walter Mallmann                          | CDU    | 14               |
| 18. März 1979 | Christoph Grimm, Karl Diller, Günther Leonhart, Klaus Weinmann, Kurt Schöllhammer, Jürgen Henze, Wolfgang Schumann, Heinrich Studentkowski, Edgar Mais | SPD    | 9                |
| 18. März 1979 | Werner Danz, Hans-Günther Heinz | FDP    | 2                |
| 6. März 1983  | Albrecht Martin, Heinrich Holkenbrink, Carl-Ludwig Wagner, Helga von Kügelgen, Ernst Lautenbach, Werner Langen, Wolfgang Wittkowsky, Robert Zingen, Hans Tölkes, Paul Landsmann, Franz Peter Basten, Michael Kutscheid, Günther Wollscheid, Walter Mallmann, Peter Rauen | CDU    | 15               |
| 6. März 1983  | Christoph Grimm, Karl Diller, Fritz Rudolf Körper, Klaus Weinmann, Joachim Mertes, Jürgen Henze, Udo Reichenbecher, Heinrich Studentkowski, Elisabeth Jost | SPD    | 9                |
| 17. Mai 1987  | Albrecht Martin, Ursula Hansen, Carl-Ludwig Wagner, Klaus Töpfer, Ernst Lautenbach, Werner Langen, Wolfgang Wittkowsky, Hans Tölkes, Franz Peter Basten, Michael Kutscheid, Günther Wollscheid, Christoph Böhr                                                           | CDU    | 12               |
| 17. Mai 1987  | Jürgen Debus, Günter Rösch, Evi Linnerth, Christoph Grimm, Fritz Rudolf Körper, Klaus Weinmann, Joachim Mertes, Jürgen Henze, Udo Reichenbecher | SPD    | 8                |
| 17. Mai 1987  | Hans-Günther Heinz, Helmut Konrad | FDP    | 2                |
| 17. Mai 1987  | Horst Steffny | Grüne  | 1                |

### Seit 1989
1989 änderte sich die Wahlkreiseinteilung des Landes Rheinland-Pfalz drastisch. Mit dem Landeswahlgesetz in der Fassung vom 20. Dezember 1989 wurde Rheinland-Pfalz nunmehr in vier Wahlbezirke und 51 Wahlkreise eingeteilt. Diese Einteilung war so bis zur Landtagswahl 2016 mit geringfügigen Änderungen gültig. Teilweise änderten sich die Bezeichnungen von Gebietskörperschaften, im geringen Umfang wechselten auch Stimmbezirke den Wahlkreis. Durch die neue Wahlkreiseinteilung und die damit verbundene personalisierte Verhältniswahl wurde nun genau ein Direktmandat je Wahlkreis vergeben. Nunmehr wurden die Wahlkreise auch durch geographische Bezeichnungen unterschieden. Aus dem Wahlkreis 2 wurde der Wahlbezirk 2, der die Landtagswahlkreise 15 bis 26 und weiterhin das gleiche Gebiet umfasste. Folgende Wahlkreise gehörten bei der Landtagswahl 1991 nun zum Wahlbezirk 2:
| Nr. | Wahlkreis               | Wahlkreissieger     | Partei |
| --- | ----------------------- | ------------------- | ------ |
| 15  | Cochem-Zell             | Werner Langen       | CDU    |
| 16  | Rhein-Hunsrück          | Gisela Neubauer     | CDU    |
| 17  | Bad Kreuznach           | Carsten Pörksen     | SPD    |
| 18  | Kirn/Bad Sobernheim     | Udo Reichenbecher   | SPD    |
| 19  | Birkenfeld              | Axel Redmer         | SPD    |
| 20  | Daun                    | Herbert Schneiders  | CDU    |
| 21  | Bitburg-Prüm            | Hans Tölkes         | CDU    |
| 22  | Wittlich                | Wolfgang Wittkowsky | CDU    |
| 23  | Bernkastel-Kues/Morbach | Alexander Licht     | CDU    |
| 24  | Trier/Schweich          | Josef Peter Mertes  | SPD    |
| 25  | Trier                   | Christoph Grimm     | SPD    |
| 26  | Konz/Saarburg           | Jürgen Debus        | SPD    |